# Championnats de France d'athlétisme 2017
Navigation
Championnats 2016 Championnats 2018
Les Championnats de France d'athlétisme « Élite » 2017 se déroulent du 14 au 16 juillet 2017 au Stade Pierre-Delort de Marseille. 38 épreuves figurent au programme de cette compétition (19 masculines et 19 féminines).

## Programme
| Finales | 14 juillet                                                                                              | 15 juillet | 16 juillet |
| ------- | --- | --- | --- |
| Hommes  | 5 000 m, lancer du javelot, lancer du marteau, décathlon (1er jour)                                     | 5 000 m marche, 3 000 m steeple, 100 m, lancer du poids, triple saut, décathlon (2e jour)                                        | 400 m haies, 400 m, 1 500 m, 110 m haies, 800 m, 200 m, lancer du disque, saut en hauteur, saut à la perche, saut en longueur |
| Femmes  | 5 000 m, 3 000 m steeple, lancer du javelot, lancer du marteau, saut en longueur, heptathlon (1er jour) | 5 000 m marche, 400 m haies, 800 m, 100 m haies, 100 m, saut à la perche, saut en hauteur, lancer du poids, heptathlon (2e jour) | 1 500 m, 200 m, 400 m, lancer du disque, triple saut                                                                          |

## Résultats

### Hommes
| Épreuves | Or                                        | Argent                                 | Bronze                                     |
| --- | ----------------------------------------- | -------------------------------------- | ------------------------------------------ |
| 100 m (vent : - 1,4 m/s) | Christophe Lemaitre 10 s 34               | Ben Bassaw 10 s 37                     | Emmanuel Biron 10 s 43                     |
| 200 m (vent : - 0,8 m/s) | Jeffrey John 20 s 66                      | Christophe Lemaitre 20 s 70            | Ismael Dop 21 s 28                         |
| 400 m | Teddy Atine-Venel 45 s 39                 | Mamoudou Hanne 45 s 82                 | Thomas Jordier 46 s 27                     |
| 800 m | Paul Renaudie 1 min 46 s 72               | Carl Soudril 1 min 46 s 84             | Hamid Oualich 1 min 47 s 28                |
| 1 500 m | Sofiane Selmouni 3 min 39 s 78            | Florian Carvalho 3 min 40 s 61         | Benjamin Rubio 3 min 43 s 53               |
| 5 000 m | François Barrer 14 min 23 s 12            | Benjamin Choquert 14 min 27 s 55       | Yann Schrub 14 min 30 s 92                 |
| 110 m haies (vent : - 0,9 m/s) | Aurel Manga 13 s 41                       | Simon Krauss 13 s 75                   | Nicolas Borome 13 s 84                     |
| 400 m haies | Mamadou Kassé Hann 49 s 22                | Thomas Delmestre 50 s 30               | Stéphane Yato 50 s 32                      |
| 3 000 m steeple | Yoann Kowal 8 min 39 s 19                 | Bouabdellah Tahri 8 min 43 s 70        | Djilali Bedrani 8 min 43 s 78              |
| 5 000 m marche | Kévin Campion 19 min 42 s 14              | Antonin Boyez 20 min 21 s 26           | Aurélien Quinion 21 min 3 s 81             |
| Saut en hauteur | Mickael Hanany 2,24 m                     | Clément Gicquel 2,16 m                 | Abdoulaye Diarra Fabrice Saint-Jean 2,16 m |
| Saut à la perche | Renaud Lavillenie 5,80 m                  | Kévin Menaldo 5,70 m                   | Stanley Joseph 5,50 m                      |
| Saut en longueur | Raihau Maiau 8,22 m ( + 3,4 m/s)          | Kafétien Gomis 8,17 m ( + 2,3 m/s)     | Jean-Pierre Bertrand 7,97 m ( + 1,6 m/s)   |
| Triple saut | Jean-Marc Pontvianne 17,13 m ( + 2,1 m/s) | Benjamin Compaoré 16,94 m ( + 4,7 m/s) | Yoann Rapinier 16,86 m ( + 1,5 m/s)        |
| Lancer du poids | Frédéric Dagée 19,70 m                    | Stéphane Szuster 18,03 m               | Gaëtan Bucki 17,89 m                       |
| Lancer du disque | Jordan Guehaseim 56,64 m                  | Stéphane Marthély 56,12 m              | Dean-Nick Allen 52,97 m                    |
| Lancer du marteau | Quentin Bigot 77,87 m                     | Frederick Pouzy 67,29 m                | Aymeric Joseph 61,94 m                     |
| Lancer du javelot | Jean-Baptiste Collet 70,00 m              | Jérémy Nicollin 68,62 m                | Ali-Hamidou Soultoini 67,96 m              |
| Décathlon | Jérémy Lelièvre 7 843 pts                 | Bastien Auzeil 7 827 pts               | Ruben Gado 7 777 pts                       |
| Records et Performances - AR : Record continental (area record) - CR : Record des championnats (championship record) - MR : Record du meeting (meet record) - NR : Record national (national record) - OR : Record olympique (olympic record) - PR : Record paralympique (paralympic record) - PB : Record personnel (personal best) - SB : Meilleure performance personnelle de la saison (season's best) - WL : Meilleure performance mondiale de l'année (world leader) - WJR : Record du monde junior (world junior record) - WR : Record du monde (world record) Circonstances et Conditions - DNF : N'a pas terminé (did not finish) - DNS : N'a pas pris le départ (did not start) - DQ : Disqualification (disqualification) - NM : Aucun essai valable enregistré (No Mark) - Q : Qualifié « directement » au prochain tour (ou à la prochaine compétition), lors d'une compétition majeure, grâce au classement ou à la réalisation des minima (automatic qualifier) - q : Qualifié au prochain tour (ou à la prochaine compétition), lors d'une compétition majeure, grâce au repêchage ou à la réalisation de l'une des meilleures performances parmi celles des « non qualifiés directement » (grâce au meilleur temps ou à la meilleure distance par exemple) (secondary qualifier) |                                           |                                        |                                            |

### Femmes
| Épreuves | Or                                        | Argent                             | Bronze                                    |
| --- | ----------------------------------------- | ---------------------------------- | ----------------------------------------- |
| 100 m (vent : + 0,1 m/s) | Carolle Zahi 11 s 13                      | Orlann Ombissa Dzangue 11 s 30     | Orphée Néola 11 s 31                      |
| 200 m (vent : - 3,1 m/s) | Jennifer Galais 23 s 82                   | Elise Trynkler 24 s 05             | Eva Berger 24 s 26                        |
| 400 m | Elea-Mariama Diarra 51 s 92               | Floria Gueï 52 s 08                | Estelle Perrossier 52 s 18                |
| 800 m | Manon Fage 2 min 5 s 10                   | Cynthia Anaïs 2 min 5 s 40         | Clarisse Moh 2 min 6 s 32                 |
| 1 500 m | Élodie Normand 4 min 16 s 56              | Lucie Lerebourg 4 min 18 s 63      | Maëva Danois 4 min 20 s 04                |
| 5 000 m | Liv Westphal 16 min 8 s 51                | Samira Mezeghrane 16 min 20 s 23   | Mélanie Doutart 16 min 36 s 07            |
| 100 m haies (vent : - 1,2 m/s) | Pauline Lett 13 s 37                      | Awa Sene 13 s 39                   | Sandra Sogoyou 13 s 50                    |
| 400 m haies | Maëva Contion 56 s 56                     | Aurélie Chaboudez 56 s 93          | Anais Lufutucu 57 s 88                    |
| 3 000 m steeple | Maëva Danois 10 min 1 s 65                | Anne-Sophie Vittet 10 min 16 s 15  | Ophélie Claude-Boxberger 10 min 23 s 42   |
| 5 000 m marche | Amandine Marcou 23 min 38 s 55            | Amélie Bourhis 24 min 47 s 38      | Lucie Auffret 25 min 0 s 61               |
| Saut en hauteur | Prisca Duvernay 1,87 m                    | Marine Vallet 1,83 m               | Solène Gicquel 1,83 m                     |
| Saut à la perche | Marion Lotout 4,30 m                      | Marion Buisson 4,30 m              | Jade Vigneron Maria Leonor Tavares 4,30 m |
| Saut en longueur | Éloyse Lesueur 6,93 m (+ 4,3 m/s)         | Haoua Kessely 6,54 m (+ 2,6 m/s)   | Pauline Lett 6,19 m (+ 2,8 m/s)           |
| Triple saut | Jeanine Assani-Issouf 14,48 m (+ 2,6 m/s) | Éloyse Lesueur 14,04 m (+ 0,5 m/s) | Nathalie Marie-Nely 13,64 m (+ 1,1 m/s)   |
| Lancer du poids | Jessica Cérival 16,38 m                   | Christine Gavarin 15,54 m          | Caroline Metayer 15,18 m                  |
| Lancer du disque | Mélina Robert-Michon 60,46 m              | Pauline Pousse 59,95 m             | Irène Donzelot 55,42 m                    |
| Lancer du marteau | Alexandra Tavernier 64,76 m               | Alice Delmer 61,76 m               | Laetitia Bambara 59,70 m                  |
| Lancer du javelot | Alexia Kogut-Kubiak 55,90 m               | Mathilde Andraud 53,82 m           | Alexie Alaïs 53,51 m                      |
| Heptathlon | Laura Arteil 5 896 pts                    | Lise Bara 5 285 pts                | Léa Fleury 5 240 pts                      |
| Records et Performances - AR : Record continental (area record) - CR : Record des championnats (championship record) - MR : Record du meeting (meet record) - NR : Record national (national record) - OR : Record olympique (olympic record) - PR : Record paralympique (paralympic record) - PB : Record personnel (personal best) - SB : Meilleure performance personnelle de la saison (season's best) - WL : Meilleure performance mondiale de l'année (world leader) - WJR : Record du monde junior (world junior record) - WR : Record du monde (world record) Circonstances et Conditions - DNF : N'a pas terminé (did not finish) - DNS : N'a pas pris le départ (did not start) - DQ : Disqualification (disqualification) - NM : Aucun essai valable enregistré (No Mark) - Q : Qualifié « directement » au prochain tour (ou à la prochaine compétition), lors d'une compétition majeure, grâce au classement ou à la réalisation des minima (automatic qualifier) - q : Qualifié au prochain tour (ou à la prochaine compétition), lors d'une compétition majeure, grâce au repêchage ou à la réalisation de l'une des meilleures performances parmi celles des « non qualifiés directement » (grâce au meilleur temps ou à la meilleure distance par exemple) (secondary qualifier) |                                           |                                    |                                           |